# Victoria's Secret Fashion Show
Cet article court présente un sujet plus développé dans : Victoria's Secret.
Le Victoria's Secret Fashion Show est un spectacle annuel parrainé par Victoria's Secret, une marque de lingerie.
Victoria's Secret utilise ce spectacle pour promouvoir et commercialiser ses produits depuis 1995.

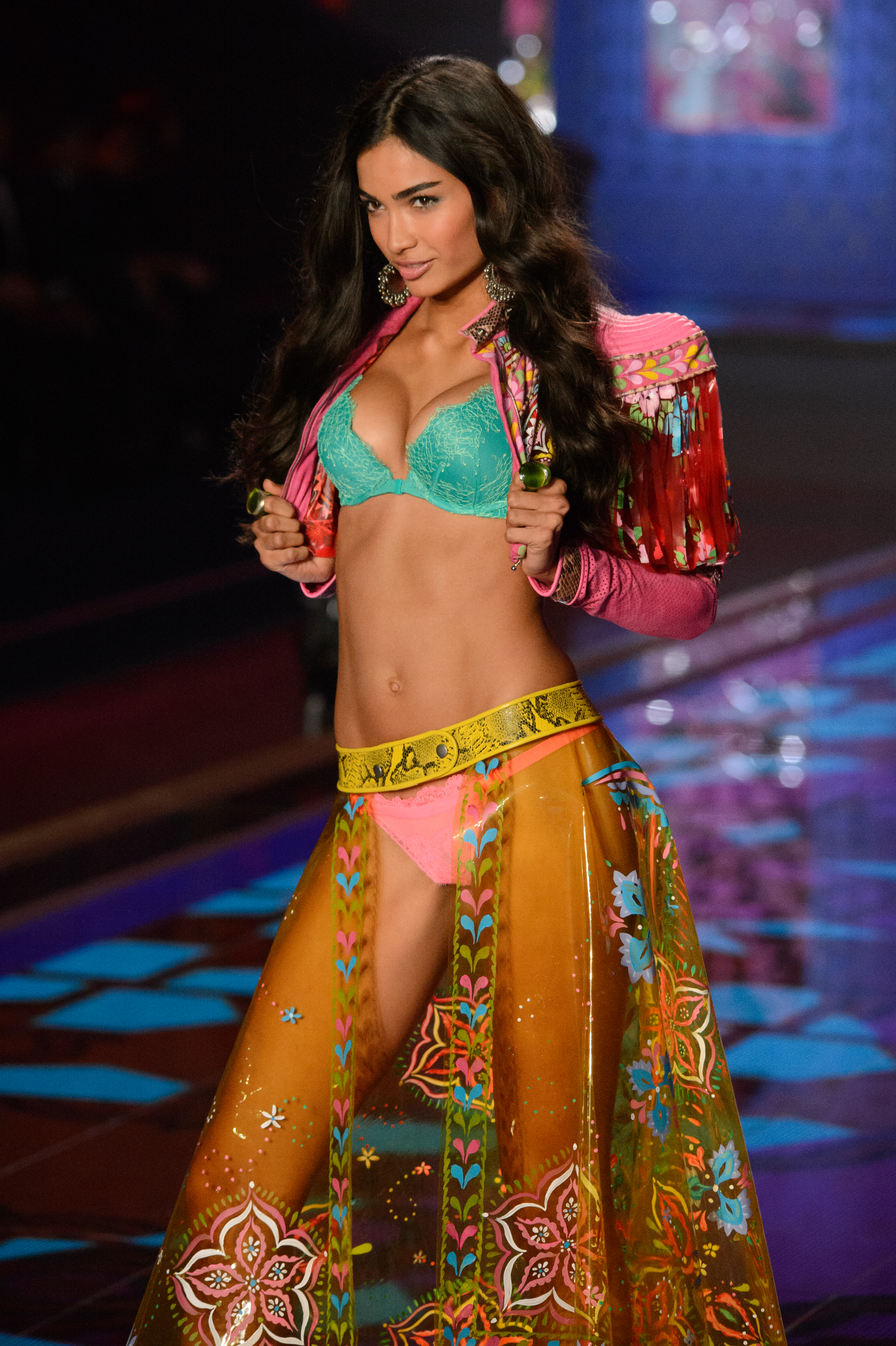
Kelly Gale en lingerie au Victoria's Secret Fashion Show 2014.
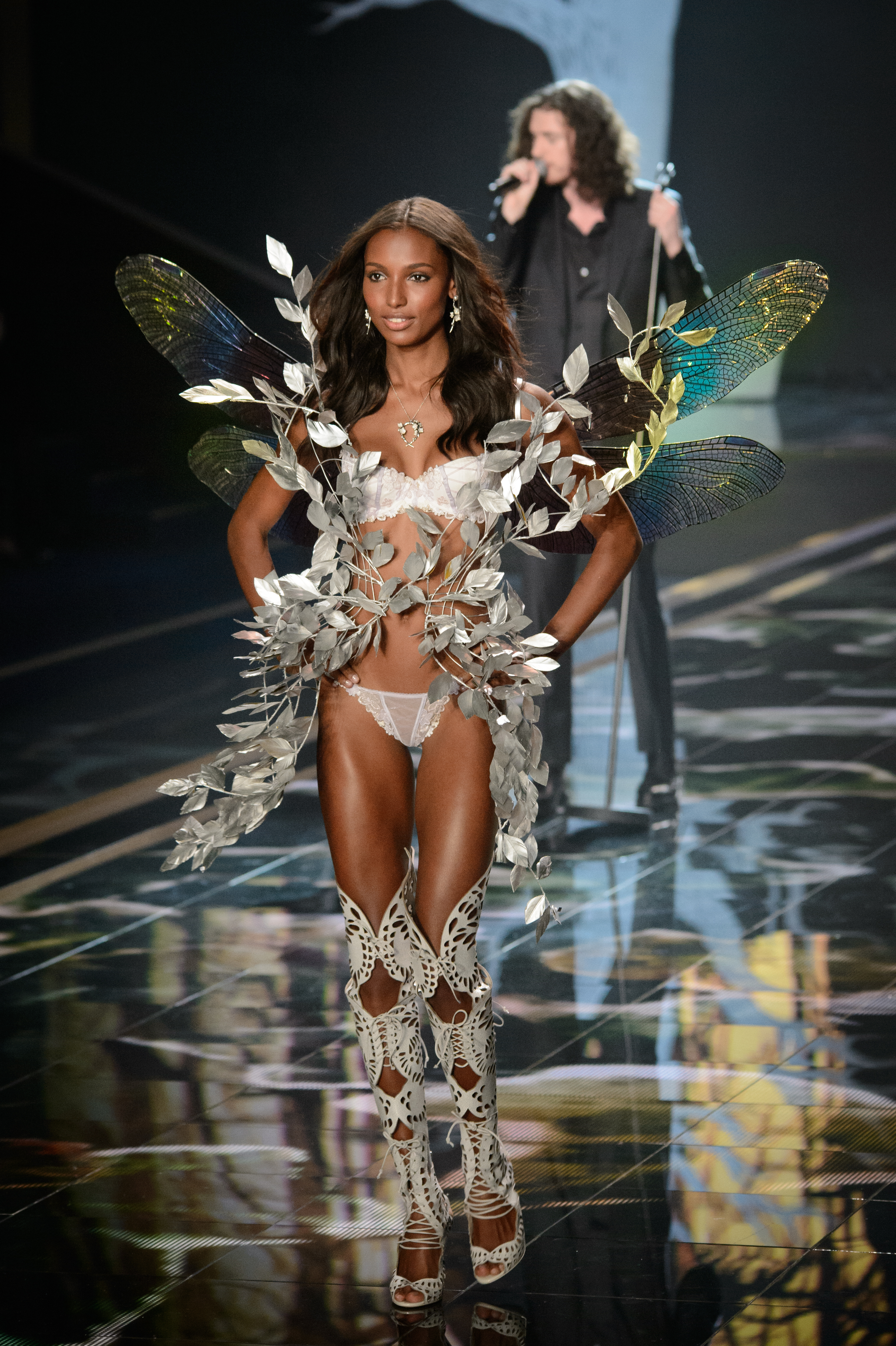
Le mannequin Jasmine Tookes en lingerie lors du Victoria's Secret Fashion Show 2014. Le musicien Hozier est visible en arrière-plan.